# Seria GP2 – Monaco 2012
Runda GP2 na torze Circuit de Monaco – piąta runda mistrzostw serii GP2 w sezonie 2012.

## Wyniki

### Sesja treningowa
| Nr | Kierowca           | Konstruktor | Czas     | Okr. |
| -- | ------------------ | ----------- | -------- | ---- |
| 1  | Johnny Cecotto Jr. | Barwa Addax | 1:22,075 | 16   |

### Kwalifikacje
Źródło: Wyprzedź Mnie!
| Poz. | Nr | Kierowca            | Konstruktor             | Czas     | Poz. s. |
| ---- | -- | ------------------- | ----------------------- | -------- | ------- |
| 1    | 1  | Johnny Cecotto Jr.  | Barwa Addax             | 1:21,195 | 1       |
| 2    | 26 | Max Chilton         | Carlin                  | 1:21,320 | 2       |
| 3    | 7  | Marcus Ericsson     | iSport International    | 1:21,249 | 3       |
| 4    | 12 | Giedo van der Garde | Caterham Racing         | 1:21,475 | 4       |
| 5    | 23 | Luiz Razia          | Arden International     | 1:21,858 | 5       |
| 6    | 8  | Jolyon Palmer       | iSport International    | 1:21,530 | 6       |
| 7    | 3  | Davide Valsecchi    | DAMS                    | 1:21,912 | 7       |
| 8    | 2  | Josef Král          | Barwa Addax             | 1:21,776 | 8       |
| 9    | 5  | Fabio Leimer        | Racing Engineering      | 1:22,053 | 9       |
| 10   | 10 | Esteban Gutiérrez   | Lotus GP                | 1:21,796 | 10      |
| 11   | 21 | Tom Dillmann        | Rapax                   | 1:22,288 | 11      |
| 12   | 14 | Stefano Coletti     | Scuderia Coloni         | 1:22,174 | 12      |
| 13   | 9  | James Calado        | Lotus GP                | 1:22,598 | 13      |
| 14   | 16 | Stéphane Richelmi   | Trident Racing          | 1:22,326 | 14      |
| 15   | 17 | Julián Leal         | Trident Racing          | 1:22,762 | 15      |
| 16   | 6  | Nathanaël Berthon   | Racing Engineering      | 1:22,475 | 16      |
| 17   | 11 | Rodolfo González    | Caterham Racing         | 1:22,873 | 17      |
| 18   | 4  | Felipe Nasr         | DAMS                    | 1:22,650 | 18      |
| 19   | 25 | Nigel Melker        | Ocean Racing Technology | 1:22,996 | 19      |
| 20   | 22 | Simon Trummer       | Arden International     | 1:22,997 | 20      |
| 21   | 15 | Fabio Onidi         | Scuderia Coloni         | 1:23,020 | 21      |
| 22   | 18 | Fabrizio Crestani   | Venezuela GP Lazarus    | 1:23,193 | 22      |
| 23   | 27 | Rio Haryanto        | Carlin                  | 1:23,539 | 23      |
| 24   | 24 | Victor Guerin       | Ocean Racing Technology | 1:23,792 | 24      |
| 25   | 20 | Ricardo Teixeira    | Rapax                   | 1:25,661 | 25      |
| 26   | 19 | Giancarlo Serenelli | Venezuela GP Lazarus    | 1:25,907 | 26      |
| Poz. | Nr | Kierowca            | Konstruktor             | Czas     | Poz. s. |

### Główny wyścig

#### Wyścig
Źródło: Wyprzedź Mnie!
| P                 | + / –     | Nr | Kierowca            | Konstruktor             | Okr. | Czas / Strata | Komentarz |
| ----------------- | --------- | -- | ------------------- | ----------------------- | ---- | ------------- | --------- |
| 1                 | Bez zmian | 1  | Johnny Cecotto Jr.  | Barwa Addax             | 42   | 59:42,521     |           |
| 2                 | 1         | 7  | Marcus Ericsson     | iSport International    | 42   | +0:00,564     |           |
| 3                 | 1         | 12 | Giedo van der Garde | Caterham Racing         | 42   | +0:05,040     |           |
| 4                 | 3         | 3  | Davide Valsecchi    | DAMS                    | 42   | +0:16,347     |           |
| 5                 | 3         | 26 | Max Chilton         | Carlin                  | 42   | +0:17,378     |           |
| 6                 | Bez zmian | 8  | Jolyon Palmer       | iSport International    | 42   | +0:21,883     |           |
| 7                 | 6         | 9  | James Calado        | Lotus GP                | 42   | +0:25,686     |           |
| 8                 | 6         | 16 | Stéphane Richelmi   | Trident Racing          | 42   | +0:42,275     |           |
| 9                 | 7         | 6  | Nathanaël Berthon   | Racing Engineering      | 42   | +0:45,319     |           |
| 10                | 2         | 14 | Stefano Coletti     | Scuderia Coloni         | 42   | +0:47,099     |           |
| 11                | Bez zmian | 21 | Tom Dillmann        | Rapax                   | 42   | +0:51,285     |           |
| 12                | 8         | 22 | Simon Trummer       | Arden International     | 42   | +1:04,054     |           |
| 13                | 4         | 11 | Rodolfo González    | Caterham Racing         | 42   | +1:21,396     |           |
| 14                | 9         | 27 | Rio Haryanto        | Carlin                  | 42   | +1:23,537     | [ 3 ]     |
| 15                | 10        | 23 | Luiz Razia          | Arden International     | 42   | +1:23,639     |           |
| 16                | 8         | 24 | Victor Guerin       | Ocean Racing Technology | 41   | +1 okr.       |           |
| 17                | 1         | 4  | Felipe Nasr         | DAMS                    | 41   | +1 okr.       | [ 4 ]     |
| 18                | 9         | 5  | Fabio Leimer        | Racing Engineering      | 41   | +1 okr.       | [ 5 ]     |
| 19                | 3         | 18 | Fabrizio Crestani   | Venezuela GP Lazarus    | 41   | +1 okr.       | [ 6 ]     |
| 20                | 5         | 20 | Ricardo Teixeira    | Rapax                   | 41   | +1 okr.       |           |
| 21                | 6         | 17 | Julián Leal         | Trident Racing          | 40   | +2 okr.       | [ 4 ]     |
| 22                | 4         | 19 | Giancarlo Serenelli | Venezuela GP Lazarus    | 40   | +2 okr.       |           |
| 23                | 13        | 10 | Esteban Gutiérrez   | Lotus GP                | 37   | +5 okr.       |           |
| Niesklasyfikowani |           |    |                     |                         |      |               |           |
|                   |           | 25 | Nigel Melker        | Ocean Racing Technology | 32   |               |           |
|                   |           | 15 | Fabio Onidi         | Scuderia Coloni         | 26   |               |           |
|                   |           | 2  | Josef Král          | Barwa Addax             | 0    |               |           |
| P                 | + / –     | Nr | Kierowca            | Konstruktor             | Okr. | Czas / Strata | Komentarz |

#### Najszybsze okrążenie
| Nr | Kierowca        | Konstruktor     | Czas     | Okr. |
| -- | --------------- | --------------- | -------- | ---- |
| 14 | Stefano Coletti | Scuderia Coloni | 1:22,667 | 41   |

#### Prowadzenie w wyścigu
| Nr                              | Kierowca           | Okrążenia   | Suma |
| ------------------------------- | ------------------ | ----------- | ---- |
| 1                               | Johnny Cecotto Jr. | 1-22, 24-42 | 40   |
| 3                               | Davide Valsecchi   | 22-24       | 2    |
| \| Wykres \| \| ------ \| \| \| |                    |             |      |
| Wykres                          |                    |             |      |
|                                 |                    |             |      |

### Sprint

#### Wyścig
Źródło: Wyprzedź Mnie!
| P                 | + / – | Nr | Kierowca            | Konstruktor             | Okr. | Czas / Strata | Komentarz |
| ----------------- | ----- | -- | ------------------- | ----------------------- | ---- | ------------- | --------- |
| 1                 | 2     | 8  | Jolyon Palmer       | iSport International    | 30   | 45:41,227     |           |
| 2                 | 2     | 26 | Max Chilton         | Carlin                  | 30   | +0:01,083     |           |
| 3                 | 3     | 12 | Giedo van der Garde | Caterham Racing         | 30   | +0:04,426     |           |
| 4                 | 3     | 7  | Marcus Ericsson     | iSport International    | 30   | +0:08,133     |           |
| 5                 | 8     | 11 | Rodolfo González    | Caterham Racing         | 30   | +0:19,968     |           |
| 6                 | 9     | 23 | Luiz Razia          | Arden International     | 30   | +0:23,273     |           |
| 7                 | 2     | 6  | Nathanaël Berthon   | Racing Engineering      | 30   | +0:26,376     |           |
| 8                 | 15    | 10 | Esteban Gutiérrez   | Lotus GP                | 30   | +0:26,880     |           |
| 9                 | 3     | 22 | Simon Trummer       | Arden International     | 30   | +0:31,663     |           |
| 10                | 16    | 2  | Josef Král          | Barwa Addax             | 30   | +0:35,338     |           |
| 11                | 3     | 27 | Rio Haryanto        | Carlin                  | 30   | +0:36,546     |           |
| 12                | 12    | 25 | Nigel Melker        | Ocean Racing Technology | 30   | +0:37,164     |           |
| Niesklasyfikowani |       |    |                     |                         |      |               |           |
|                   |       | 9  | James Calado        | Lotus GP                | 20   |               |           |
|                   |       | 17 | Julián Leal         | Trident Racing          | 12   |               |           |
|                   |       | 5  | Fabio Leimer        | Racing Engineering      | 8    |               |           |
|                   |       | 18 | Fabrizio Crestani   | Venezuela GP Lazarus    | 8    |               |           |
|                   |       | 19 | Giancarlo Serenelli | Venezuela GP Lazarus    | 0    |               |           |
|                   |       | 16 | Stéphane Richelmi   | Trident Racing          | 0    |               |           |
|                   |       | 3  | Davide Valsecchi    | DAMS                    | 0    |               |           |
|                   |       | 1  | Johnny Cecotto Jr.  | Barwa Addax             | 0    |               |           |
|                   |       | 14 | Stefano Coletti     | Scuderia Coloni         | 0    |               |           |
|                   |       | 21 | Tom Dillmann        | Rapax                   | 0    |               |           |
|                   |       | 24 | Victor Guerin       | Ocean Racing Technology | 0    |               |           |
|                   |       | 4  | Felipe Nasr         | DAMS                    | 0    |               |           |
|                   |       | 20 | Ricardo Teixeira    | Rapax                   | 0    |               |           |
|                   |       | 15 | Fabio Onidi         | Scuderia Coloni         | 0    |               |           |
| P                 | + / – | Nr | Kierowca            | Konstruktor             | Okr. | Czas / Strata | Komentarz |

#### Najszybsze okrążenie
| Nr | Kierowca   | Konstruktor         | Czas     | Okr. |
| -- | ---------- | ------------------- | -------- | ---- |
| 23 | Luiz Razia | Arden International | 1:22,223 | 30   |

#### Prowadzenie w wyścigu
| Nr                              | Kierowca          | Okrążenia | Suma |
| ------------------------------- | ----------------- | --------- | ---- |
| 8                               | Jolyon Palmer     | 1-30      | 29   |
| 16                              | Stéphane Richelmi | 1         | 1    |
| \| Wykres \| \| ------ \| \| \| |                   |           |      |
| Wykres                          |                   |           |      |
|                                 |                   |           |      |

## Lista startowa
| Team                    | Nr | Kierowca            |
| ----------------------- | -- | ------------------- |
| Barwa Addax             | 1  | Johnny Cecotto Jr.  |
| Barwa Addax             | 2  | Josef Král          |
| DAMS                    | 3  | Davide Valsecchi    |
| DAMS                    | 4  | Felipe Nasr         |
| Racing Engineering      | 5  | Fabio Leimer        |
| Racing Engineering      | 6  | Nathanaël Berthon   |
| iSport International    | 7  | Marcus Ericsson     |
| iSport International    | 8  | Jolyon Palmer       |
| Lotus GP                | 9  | James Calado        |
| Lotus GP                | 10 | Esteban Gutiérrez   |
| Caterham Racing         | 11 | Rodolfo González    |
| Caterham Racing         | 12 | Giedo van der Garde |
| Scuderia Coloni         | 14 | Stefano Coletti     |
| Scuderia Coloni         | 15 | Fabio Onidi         |
| Trident Racing          | 16 | Stéphane Richelmi   |
| Trident Racing          | 17 | Julián Leal         |
| Venezuela GP Lazarus    | 18 | Fabrizio Crestani   |
| Venezuela GP Lazarus    | 19 | Giancarlo Serenelli |
| Rapax                   | 20 | Ricardo Teixeira    |
| Rapax                   | 21 | Tom Dillmann        |
| Arden International     | 22 | Simon Trummer       |
| Arden International     | 23 | Luiz Razia          |
| Ocean Racing Technology | 24 | Victor Guerin       |
| Ocean Racing Technology | 25 | Nigel Melker        |
| Carlin                  | 26 | Max Chilton         |
| Carlin                  | 27 | Rio Haryanto        |

## Klasyfikacja po zakończeniu rundy

### Kierowcy
| P  | +/− | Kierowca            | Starty | Punkty | P1 | P2 | P3 | PP | NO | NS |
| -- | --- | ------------------- | ------ | ------ | -- | -- | -- | -- | -- | -- |
| 1  | 0   | Davide Valsecchi    | 10     | 141    | 3  | 1  | 2  | 2  | 2  | 2  |
| 2  | 0   | Luiz Razia          | 10     | 110    | 2  | 2  | –  | –  | 3  | –  |
| 3  | +1  | Giedo van der Garde | 10     | 85     | 1  | –  | 3  | 1  | 1  | –  |
| 4  | +2  | Max Chilton         | 10     | 79     | –  | 1  | 1  | –  | –  | –  |
| 5  | −2  | James Calado        | 10     | 75     | 1  | 1  | 1  | 1  | –  | 1  |
| 6  | −1  | Esteban Gutiérrez   | 10     | 60     | –  | 2  | 1  | –  | 1  | –  |
| 7  | 0   | Fabio Leimer        | 10     | 41     | –  | 1  | –  | –  | –  | 1  |
| 8  | +6  | Marcus Ericsson     | 10     | 34     | –  | 1  | –  | –  | –  | –  |
| 9  | +7  | Johnny Cecotto Jr.  | 10     | 31     | 1  | –  | –  | 1  | –  | 4  |
| 10 | 0   | Stefano Coletti     | 10     | 29     | –  | –  | 1  | –  | 1  | 2  |
| 11 | −3  | Felipe Nasr         | 10     | 28     | –  | –  | 1  | –  | –  | 2  |
| 12 | +3  | Jolyon Palmer       | 8      | 27     | 1  | –  | –  | –  | –  | –  |
| 13 | −4  | Tom Dillmann        | 10     | 27     | 1  | –  | –  | –  | –  | 1  |
| 14 | −3  | Nathanaël Berthon   | 10     | 27     | –  | 1  | –  | –  | –  | 1  |
| 15 | −3  | Rio Haryanto        | 10     | 16     | –  | –  | –  | –  | 1  | –  |
| 16 | −3  | Fabio Onidi         | 10     | 12     | –  | –  | –  | –  | –  | 2  |
| 17 | +9  | Rodolfo González    | 10     | 6      | –  | –  | –  | –  | –  | 1  |
| 18 | +4  | Stéphane Richelmi   | 10     | 4      | –  | –  | –  | –  | –  | 2  |
| 19 | −2  | Simon Trummer       | 10     | 1      | –  | –  | –  | –  | –  | –  |
| 20 | −2  | Fabrizio Crestani   | 10     | 1      | –  | –  | –  | –  | –  | 2  |
| 21 | −2  | Brendon Hartley     | 4      | 1      | –  | –  | –  | –  | –  | 1  |
| 22 | −2  | Josef Král          | 6      | 0      | –  | –  | –  | –  | –  | 1  |
| 23 | −2  | Nigel Melker        | 10     | 0      | –  | –  | –  | –  | –  | 1  |
| 24 | −1  | Dani Clos           | 6      | 0      | –  | –  | –  | –  | –  | 2  |
| 25 | −1  | Julián Leal         | 10     | 0      | –  | –  | –  | –  | –  | 1  |
| 26 | −1  | Ricardo Teixeira    | 10     | 0      | –  | –  | –  | –  | –  | 2  |
| 27 | +2  | Victor Guerin       | 4      | 0      | –  | –  | –  | –  | –  | 1  |
| 28 | −1  | Jon Lancaster       | 2      | 0      | –  | –  | –  | –  | –  | 1  |
| 29 | −1  | Giancarlo Serenelli | 10     | 0      | –  | –  | –  | –  | –  | 2  |
| P  | +/− | Kierowca            | Starty | Punkty | P1 | P2 | P3 | PP | NO | NS |

### Konstruktorzy
| P  | +/− | Konstruktor             | Starty | Punkty | P1 | P2 | P3 | PP | NO | NS |
| -- | --- | ----------------------- | ------ | ------ | -- | -- | -- | -- | -- | -- |
| 1  | 0   | DAMS                    | 20     | 171    | 3  | 1  | 3  | 2  | 3  | 3  |
| 2  | 0   | Lotus GP                | 20     | 135    | 1  | 3  | 2  | 1  | 1  | 1  |
| 3  | 0   | Arden International     | 20     | 111    | 2  | 2  | –  | –  | 3  | –  |
| 4  | 0   | Carlin                  | 20     | 95     | –  | 1  | 1  | –  | 1  | –  |
| 5  | +1  | Caterham Racing         | 20     | 91     | 1  | –  | 3  | 1  | 1  | 2  |
| 6  | −1  | Racing Engineering      | 20     | 68     | –  | 2  | –  | –  | –  | 2  |
| 7  | +2  | iSport International    | 18     | 61     | 1  | 1  | –  | –  | –  | 1  |
| 8  | −1  | Scuderia Coloni         | 20     | 41     | –  | –  | 1  | –  | 1  | 4  |
| 9  | +1  | Barwa Addax             | 20     | 31     | 1  | –  | –  | 1  | –  | 7  |
| 10 | −2  | Rapax                   | 20     | 27     | 1  | –  | –  | –  | –  | 3  |
| 11 | +2  | Trident Racing          | 20     | 4      | –  | –  | –  | –  | –  | 3  |
| 12 | −1  | Venezuela GP Lazarus    | 20     | 1      | –  | –  | –  | –  | –  | 4  |
| 13 | −1  | Ocean Racing Technology | 20     | 1      | –  | –  | –  | –  | –  | 4  |
| P  | +/− | Konstruktor             | Starty | Punkty | P1 | P2 | P3 | PP | NO | NS |